# Olympische Sommerspiele 1984/Teilnehmer (BR Deutschland)
| Gelbes Symbol für Goldmedaillen mit stilisierten Olympischen Ringen | Graues Symbol für Silbermedaillen mit stilisierten Olympischen Ringen | Braundes Symbol für Bronzemedaillen mit stilisierten Olympischen Ringen |
| ------------------------------------------------------------------- | --------------------------------------------------------------------- | ----------------------------------------------------------------------- |
| 17                                                                  | 19                                                                    | 23                                                                      |

Die Bundesrepublik Deutschland nahm bei den Olympischen Sommerspielen 1984 in Los Angeles zum 19. Mal an Olympischen Sommerspielen teil. Das Nationale Olympische Komitee (NOK) nominierte 390 Sportler, von denen 267 Männer und 123 Frauen waren. Sie starteten in 194 Wettbewerben in 25 Sportarten.
Die deutsche Mannschaft gewann 17 Gold-, 19 Silber- und 23 Bronzemedaillen, womit Deutschland den dritten Platz im Medaillenspiegel der Olympischen Sommerspiele 1984 belegte. Fahnenträger bei der Eröffnungsfeier war der Segler Wilhelm Kuhweide.

## Medaillen

### Medaillenspiegel
| Rang   | Sportart       | Gold | Silber | Bronze | Gesamt |
| ------ | -------------- | ---- | ------ | ------ | ------ |
| 1      | Leichtathletik | 4    | 2      | 5      | 11     |
| 2      | Schwimmen      | 2    | 3      | 6      | 11     |
| 3      | Fechten        | 2    | 3      | –      | 5      |
| 4      | Reiten         | 2    | –      | 2      | 4      |
| 5      | Gewichtheben   | 2    | –      | 1      | 3      |
| 6      | Radsport       | 1    | 2      | 2      | 5      |
| 7      | Ringen         | 1    | 2      | –      | 3      |
| 8      | Kanu           | 1    | 1      | 1      | 3      |
| 8      | Rudern         | 1    | 1      | 1      | 3      |
| 10     | Judo           | 1    | –      | 2      | 3      |
| 11     | Hockey         | –    | 2      | –      | 2      |
| 12     | Handball       | –    | 1      | –      | 1      |
| 12     | Schießen       | –    | 1      | –      | 1      |
| 12     | Segeln         | –    | 1      | –      | 1      |
| 15     | Boxen          | –    | –      | 1      | 1      |
| 15     | Turnen         | –    | –      | 1      | 1      |
| 15     | Wasserball     | –    | –      | 1      | 1      |
| Gesamt | Gesamt         | 17   | 19     | 23     | 59     |

### Medaillengewinner
| Name/n | Sportart       | Wettkampf                                      |
| --- | -------------- | ---------------------------------------------- |
| Gold |                |                                                |
| Elmar Borrmann Volker Fischer Gerhard Heer Rafael Nickel Alexander Pusch | Fechten        | Herren, Degen, Mannschaft                      |
| Sabine Bischoff Zita-Eva Funkenhauser Cornelia Hanisch Christiane Weber Ute Kircheis-Wessel | Fechten        | Damen, Florett, Mannschaft                     |
| Karl-Heinz Radschinsky | Gewichtheben   | Herren, Mittelgewicht                          |
| Rolf Milser | Gewichtheben   | Herren, 1. Schwergewicht                       |
| Frank Wieneke | Judo           | Herren, Halbmittelgewicht                      |
| Ulrich Eicke | Kanu           | Herren, Canadier-Einer                         |
| Dietmar Mögenburg | Leichtathletik | Herren, Hochsprung                             |
| Rolf Danneberg | Leichtathletik | Herren, Diskuswurf                             |
| Ulrike Meyfarth | Leichtathletik | Damen, Hochsprung                              |
| Claudia Losch | Leichtathletik | Damen, Kugelstoßen                             |
| Fredy Schmidtke | Radsport       | Herren, 1000 m Einzelzeitfahren                |
| Reiner Klimke | Reiten         | Dressur, Einzel                                |
| Reiner Klimke Herbert Krug Uwe Sauer | Reiten         | Dressur, Mannschaft                            |
| Pasquale Passarelli | Ringen         | Herren, Bantamgewicht, griechisch-römisch      |
| Michael Dürsch Albert Hedderich Raimund Hörmann Dieter Wiedenmann | Rudern         | Herren, Doppelvierer                           |
| Michael Groß | Schwimmen      | Herren, 200 m Freistil                         |
| Michael Groß | Schwimmen      | Herren, 100 m Schmetterling                    |
| Silber |                |                                                |
| Matthias Behr | Fechten        | Herren, Florett, Einzel                        |
| Cornelia Hanisch | Fechten        | Dame, Florett, Einzel                          |
| Frank Beck Matthias Behr Mathias Gey Harald Hein Klaus Reichert | Fechten        | Herren, Florett, Mannschaft                    |
| Jochen Fraatz Thomas Happe Arnulf Meffle Rüdiger Neitzel Michael Paul Dirk Rauin Siegfried Roch Michael Roth Ulrich Roth Martin Schwalb Uwe Schwenker Thomas Springel Andreas Thiel Klaus Wöller Erhard Wunderlich                                     | Handball       | Herrenturnier                                  |
| Christian Bassemir Stefan Blöcher Dirk Brinkmann Heiner Dopp Carsten Fischer Tobias Frank Volker Fried Thomas Gunst Karl-Joachim Hürter Horst-Ulrich Hänel Andreas Keller Reinhard Krull Michael Peter Thomas Reck Ekkhard Schmidt-Opper Markku Slawyk | Hockey         | Herrenturnier                                  |
| Gaby Appel Dagmar Breiken Beate Deininger Elke Drüll Birgit Hagen Birgit Hahn Martina Koch Sigrid Landgraf Corinna Lingnau Christina Moser Patricia Ott Hella Roth Gaby Schley Susi Schmid Ursula Thielemann Andrea Lietz-Weiermann                    | Hockey         | Damenturnier                                   |
| Barbara Schüttpelz | Kanu           | Damen, Kajak-EIner, 500 m                      |
| Karl-Hans Riehm | Leichtathletik | Herren, Hammerwurf                             |
| Jürgen Hingsen | Leichtathletik | Herren, Zehnkampf                              |
| Uwe Messerschmidt | Radsport       | Herren, Punkterennen                           |
| Rolf Gölz | Radsport       | Herren, 4000 m Einzelverfolgung                |
| Markus Scherer | Ringen         | Herren, Halbfliegengewicht, griechisch-römisch |
| Martin Knosp | Ringen         | Herren, Weltergewicht, Freistil                |
| Peter-Michael Kolbe | Rudern         | Herren, Einer                                  |
| Ulrike Holmer | Schießen       | Damen, Kleinkaliber, Dreistellungskampf        |
| Michael Groß | Schwimmen      | Herren, 200 m Schmetterling                    |
| Thomas Fahrner Michael Groß Dirk Korthals Alexander Schowtka | Schwimmen      | Herren, 4 × 200 m Freistil                     |
| Ina Beyermann Ute Hasse Svenja Schlicht Karin Seick | Schwimmen      | Damen, 4 × 100 m Lagen                         |
| Joachim Griese Michael Marcour | Segeln         | Herren, Star                                   |
| Bronze |                |                                                |
| Manfred Zielonka | Boxen          | Herren, Halbmittelgewicht                      |
| Manfred Nerlinger | Gewichtheben   | Herren, Superschwergewicht                     |
| Günther Neureuther | Judo           | Herren, Halbschwergewicht                      |
| Arthur Schnabel | Judo           | Herren, Offene Klasse                          |
| Josefa Idem Barbara Schüttpelz | Kanu           | Damen, Zweier-Kajak, 500 m                     |
| Harald Schmid | Leichtathletik | Herren, 400 m Hürden                           |
| Klaus Ploghaus | Leichtathletik | Herren, Hammerwurf                             |
| Siegfried Wentz | Leichtathletik | Herren, Zehnkampf                              |
| Gaby Bußmann Heidi-Elke Gaugel Heike Schulte-Mattler Ute Thimm | Leichtathletik | Damen, 4 × 400 m                               |
| Sabine Everts | Leichtathletik | Damen, Siebenkampf                             |
| Reinhard Alber Rolf Gölz Roland Günther Michael Marx | Radsport       | Herren, 4000 m Mannschaftsverfolgung           |
| Sandra Schumacher | Radsport       | Damen, Straßenrennen, Einzel                   |
| Claus Erhorn Dietmar Hogrefe Bettina Overesch Burkhard Tesdorpf | Reiten         | Vielseitigkeitsreiten, Mannschaft              |
| Fritz Ligges Peter Luther Paul Schockemöhle Franke Sloothaak | Reiten         | Springen, Mannschaft                           |
| Ellen Becker Iris Völkner | Rudern         | Damen, Zweier ohne Steuerfrau                  |
| Thomas Fahrner | Schwimmen      | Herren, 200 m Freistil                         |
| Stefan Pfeiffer | Schwimmen      | Herren, 1500 m Freistil                        |
| Karin Seick | Schwimmen      | Damen, 100 m Schmetterling                     |
| Ina Beyermann | Schwimmen      | Damen, 200 m Schmetterling                     |
| Petra Zindler | Schwimmen      | Damen, 400 m Lagen                             |
| Susanne Schuster Christiane Pielke Karin Seick Iris Zscherpe | Schwimmen      | Damen, 4 × 100 m Freistil                      |
| Regina Weber | Turnen         | Damen, Rhythmische Sportgymnastik              |
| Peter Röhle Thomas Loebb Frank Otto Rainer Hoppe Armando Fernández Thomas Huber Jürgen Schröder Rainer Osselmann Hagen Stamm Roland Freund Dirk Theismann Santiago Chalmovsky Werner Obschernikat                                                      | Wasserball     | Herrenturnier                                  |

## Teilnehmer nach Sportarten

### Basketball
| Wettbewerb    | Männer |
| ------------- | --- |
| Athleten      | Uwe Blab Uwe Brauer Vladimir Kadlec Christoph Körner Ingo Mendel Michael Pappert Ulrich Peters Uwe Sauer Detlef Schrempf Armin Sowa Christian Welp Klaus Zander |
| Trainer       | Ralph Klein |
| Gruppenphase  | Jugoslawien (83:96) Italien (72:80) Australien (96:97) Ägypten (85:58) Brasilien (78:75)                                                                        |
| Viertelfinale | Vereinigte Staaten (67:78) |
| Halbfinale    | ausgeschieden |
| Finale        | ausgeschieden |
| Rang          | 8 |

### Bogenschießen
| Athleten         | Wettbewerb | 1. Runde | 1. Runde | 2. Runde | 2. Runde | Gesamt | Gesamt |
| Athleten         | Wettbewerb | Punkte   | Rang     | Punkte   | Rang     | Punkte | Rang   |
| ---------------- | ---------- | -------- | -------- | -------- | -------- | ------ | ------ |
| Frauen           |            |          |          |          |          |        |        |
| Manuela Dachner  | Einzel     | 1260     | 7        | 1248     | 9        | 2508   | 6      |
| Doris Haas       | Einzel     | 1239     | 13       | 1241     | 12       | 2480   | 11     |
| Männer           |            |          |          |          |          |        |        |
| Armin Garnreiter | Einzel     | 1235     | 16       | 1259     | 9        | 2494   | 10     |
| Detlef Kahlert   | Einzel     | 1230     | 22       | 1256     | 10       | 2486   | 15     |
| Harry Wittig     | Einzel     | 1231     | 21       | 1266     | 6        | 2497   | 9      |

### Boxen
| Athleten          | Wettbewerb         | 1. Runde      | 1. Runde | 2. Runde            | 2. Runde | Achtelfinale    | Achtelfinale  | Viertelfinale    | Viertelfinale | Halbfinale    | Halbfinale    | Finale        | Finale        | Rang   |
| Athleten          | Wettbewerb         | Gegner        | Ergebnis | Gegner              | Ergebnis | Gegner          | Ergebnis      | Gegner           | Ergebnis      | Gegner        | Ergebnis      | Gegner        | Ergebnis      | Rang   |
| ----------------- | ------------------ | ------------- | -------- | ------------------- | -------- | --------------- | ------------- | ---------------- | ------------- | ------------- | ------------- | ------------- | ------------- | ------ |
| Männer            |                    |               |          |                     |          |                 |               |                  |               |               |               |               |               |        |
| Stefan Gertel     | Bantamgewicht      | Freilos       | Freilos  | Louis Gomis         | N.       | ausgeschieden   | ausgeschieden | ausgeschieden    | ausgeschieden | ausgeschieden | ausgeschieden | ausgeschieden | ausgeschieden | =17    |
| Reiner Gies       | Leichtgewicht      | Freilos       | Freilos  | Samir Khenyab       | 4:1      | John Kalbhenn   | 5:0           | Pernell Whitaker | 0:5           | ausgeschieden | ausgeschieden | ausgeschieden | ausgeschieden | =5     |
| Helmut Gertel     | Halbweltergewicht  | Freilos       | Freilos  | Jerry Page          | 0.5      | ausgeschieden   | ausgeschieden | ausgeschieden    | ausgeschieden | ausgeschieden | ausgeschieden | ausgeschieden | ausgeschieden | =17    |
| Alexander Künzler | Weltergewicht      | Freilos       | Freilos  | Mohamed Ali Aldahan | 5:0      | Kamel Abboud    | 4:1           | Luciano Bruno    | 0:5           | ausgeschieden | ausgeschieden | ausgeschieden | ausgeschieden | =5     |
| Manfred Zielonka  | Halbmittelgewicht  | Freilos       | Freilos  | Ambrose Mlilo       | 4:1      | Gustavo Ollo    | 5:0           | Gnohery Sery     | 5:0           | Frank Tate    | DNS           | ausgeschieden | ausgeschieden | Bronze |
| Andreas Bauer     | Mittelgewicht      | Antonio Corti | 0:5      | —                   | —        | ausgeschieden   | ausgeschieden | ausgeschieden    | ausgeschieden | ausgeschieden | ausgeschieden | ausgeschieden | ausgeschieden | =17    |
| Markus Bott       | Halbschwergewicht  | Freilos       | Freilos  | —                   | —        | Anton Josipović | 1.4           | ausgeschieden    | ausgeschieden | ausgeschieden | ausgeschieden | ausgeschieden | ausgeschieden | =9     |
| Peter Hussing     | Superschwergewicht | —             | —        | —                   | —        | Olaf Mayer      | 5:0           | Aziz Salihu      | 2:3           | ausgeschieden | ausgeschieden | ausgeschieden | ausgeschieden | =5     |

### Fechten
| Athleten                                                                       | Wettbewerb         | 1. Runde                                         | 1. Runde                | 2. Runde                                       | 2. Runde            | 3. Runde                                 | 3. Runde            | Achtelfinale                | Achtelfinale   | Viertelfinale      | Viertelfinale | Halbfinale    | Halbfinale    | Finale                    | Finale        | Rang   |
| Athleten                                                                       | Wettbewerb         | Gegner                                           | Erg.                    | Gegner                                         | Erg.                | Gegner                                   | Erg.                | Gegner                      | Erg.           | Gegner             | Erg.          | Gegner        | Erg.          | Gegner                    | Erg.          | Rang   |
| ------------------------------------------------------------------------------ | ------------------ | ------------------------------------------------ | ----------------------- | ---------------------------------------------- | ------------------- | ---------------------------------------- | ------------------- | --------------------------- | -------------- | ------------------ | ------------- | ------------- | ------------- | ------------------------- | ------------- | ------ |
| Frauen                                                                         |                    |                                                  |                         |                                                |                     |                                          |                     |                             |                |                    |               |               |               |                           |               |        |
| Sabine Bischoff                                                                | Florett Einzel     | Vaccaroni Waples Philion Wendt Palm Lozano Snell | 5:2 5:0 5:4 5:1         | Drori Zsak Cicconetti Angelakis                | 3:5 5:4 5:0 5:3     | Cicconetti Jujie Gaudin O Philion        | 1:5 5:0 5:1         | Cicconetti Palm             | 8:7 8:5        | Jujie              | 5:8           | ausgeschieden | ausgeschieden | ausgeschieden             | ausgeschieden | 7      |
| Cornelia Hanisch                                                               | Florett Einzel     | Zsak Poirier Zhu Smith Faustin Choi              | 5:4 5:3 5:1 5:4 5:2 5:4 | Li Thurley Philion Miyahara                    | 5:4 5:3 5:1         | Brouquier Thurley Palm Zsak Bradford     | 4:5 5:2 5:4 5:3 5:1 | Zhu Brouquier               | 8:4 8:6        | Modaine            | 9:7           | Vaccaroni     | 8:6           | Jujie                     | 3:8           | Silber |
| Christiane Weber                                                               | Florett Einzel     | Gaudin Guzganu Drori Maekawa Bradford Sinigaglia | 3:5 5:3 5:1 5:0 5:4     | Gaudin Martin Bradford Poirier                 | 5:3 5:2 4:5         | Guzganu Zalaffi Modaine Zhu McIntosh     | 5:2 4:5 5:3 5:2 5:4 | ausgeschieden               | ausgeschieden  | ausgeschieden      | ausgeschieden | ausgeschieden | ausgeschieden | ausgeschieden             | ausgeschieden | 19     |
| Sabine Bischoff Cornelia Hanisch Ute Wessel Zita Funkenhauser Christiane Weber | Florett Mannschaft | Italien                                          | 9:4                     | —                                              | —                   | —                                        | —                   | —                           | —              | Freilos            | Freilos       | Italien       | 8:8           | Rumänien                  | 9:5           | Gold   |
| Sabine Bischoff Cornelia Hanisch Ute Wessel Zita Funkenhauser Christiane Weber | Florett Mannschaft | Japan                                            | 9:4                     | —                                              | —                   | —                                        | —                   | —                           | —              | Freilos            | Freilos       | Italien       | 8:8           | Rumänien                  | 9:5           | Gold   |
| Sabine Bischoff Cornelia Hanisch Ute Wessel Zita Funkenhauser Christiane Weber | Florett Mannschaft | Argentinien                                      | 9:1                     | —                                              | —                   | —                                        | —                   | —                           | —              | Freilos            | Freilos       | Italien       | 8:8           | Rumänien                  | 9:5           | Gold   |
| Männer                                                                         |                    |                                                  |                         |                                                |                     |                                          |                     |                             |                |                    |               |               |               |                           |               |        |
| Matthias Behr                                                                  | Florett Einzel     | Benko Yu El-Husseini Chuen Normann               | 5:4 5:2 5:0 5:4         | El-Husseini Kuki Massialas Bell                | 5:2 5:3 5:2         | Umezawa Kuki El-Husseini Wendt Joos      | 4:5 5:3 5:1 5:4 5:1 | Kuki Soumagne               | 10:9 10:2      | Soumagne           | 10:5          | Pietruszka    | 10:7          | Numa                      | 11:12         | Silber |
| Mathias Gey                                                                    | Florett Einzel     | Magallanes Wendt Díaz Al-Ahmed Kreglo            | 5:4 5:0 5:2             | Pietruszka Soumagne Somloi Shimokawa           | 3:5 5:1             | Chu Pietruszka Lewison Benko Joos        | 5:1 5:2 5:1 5:2     | Lewison Numa El-Husseini    | 10:7 6:10 10:3 | Cerioni            | 9:11          | ausgeschieden | ausgeschieden | ausgeschieden             | ausgeschieden | 6      |
| Harald Hein                                                                    | Florett Einzel     | Liu Bell Somloi Lee Al-Zawayed                   | 5:2 4:5 5:4 5:1 5:3     | Numa Joos Magallanes Darricau                  | 4:5 1:5 5:4 5:1     | ausgeschieden                            | ausgeschieden       | ausgeschieden               | ausgeschieden  | ausgeschieden      | ausgeschieden | ausgeschieden | ausgeschieden | ausgeschieden             | ausgeschieden | 25     |
| Elmar Borrmann                                                                 | Degen Einzel       | Llewellyn Soliman Shelley Gaspar                 | 4:5 5:2 5:3             | Dessureault Llewellyn Shelley Nigon Al-Thuwani | 5:2 4:5 5:2 5:0     | Cuomo Riboud Vonen Trevor Perreault      | 4:5 5:3 5:1 3:5 5:3 | Koppang Vonen Mazzoni       | 8:10 10:6 10:7 | Väggö              | 6:10          | ausgeschieden | ausgeschieden | ausgeschieden             | ausgeschieden | 6      |
| Volker Fischer                                                                 | Degen Einzel       | Marx Luchetti Soumagne Lee Abu Ali               | 5:4 5:1 5:2 5:1         | Trevor Mazzoni Chouinard Dizioğlu Peña         | 3:5 5:3 5:4 5:1     | Boisse Brill Bellone Marx Cui            | 2:5 5:3 4:5 5:5     | Mazzoni Lenglet Dessureault | 8:10 10:9      | Boisse             | 6:10          | ausgeschieden | ausgeschieden | ausgeschieden             | ausgeschieden | 8      |
| Alexander Pusch                                                                | Degen Einzel       | Väggö Dessureault Al-Thuwani Magnasco            | 5:2 3:5 5:3 5:1         | Lenglet Aly Strohmeyer Yun Luchetti            | 5:4 1:5 2:5 5:4 5:0 | Pofett Dessureault Lenglet Bergström Aly | 5:3 4:5 3:5 5:1 5:0 | Cuomo Giger                 | 10:7 10:5      | Riboud             | 11:12         | ausgeschieden | ausgeschieden | ausgeschieden             | ausgeschieden | 7      |
| Jürgen Nolte                                                                   | Säbel Einzel       | Guichot Slade Sánchez Mormando                   | 4:5 5:3 5:1             | Lamour Cohen Mormando Banos                    | 3:5 5:2 4:5 5:4     | Guichot Marin Chen Sánchez Lofton        | 5:4 2:5 5:3 1:5 5:3 | Lamour Mustață              | 2:10 6:10      | ausgeschieden      | ausgeschieden | ausgeschieden | ausgeschieden | ausgeschieden             | ausgeschieden | 15     |
| Freddy Scholz                                                                  | Säbel Einzel       | Dalla Barba Marin Brandstätter Marcil            | 3:5 5:2 3:5             | Scalzo Sánchez Westbrook Liu                   | 5:3 5:4             | Mormando Mustață Wang Slade Brandstätter | 5:2 2:5 5:3 5:0 5:1 | Mormando Marin Pop          | 4:10 10:9 4:10 | ausgeschieden      | ausgeschieden | ausgeschieden | ausgeschieden | ausgeschieden             | ausgeschieden | 10     |
| Jörg Stratmann                                                                 | Säbel Einzel       | Lamour Lofton Wang Zarno Marquilhas              | 2:5 3:5 5:4 5:3 5:4     | Dalla Barba Babanasis Zarno García             | 1:5 2:5 5:1 5:3     | Lamour Marin Babanasis Scalzo Banos      | 0:5 1:5 0:5 5:4     | ausgeschieden               | ausgeschieden  | ausgeschieden      | ausgeschieden | ausgeschieden | ausgeschieden | ausgeschieden             | ausgeschieden | 22     |
| Elmar Borrmann Volker Fischer Alexander Pusch Gerhard Heer Rafael Nickel       | Degen Mannschaft   | Großbritannien                                   | 9:3                     | —                                              | —                   | —                                        | —                   | —                           | —              | China              | 9:2           | Kanada        | 9:1           | Frankreich                | 8:5           | Gold   |
| Elmar Borrmann Volker Fischer Alexander Pusch Gerhard Heer Rafael Nickel       | Degen Mannschaft   | Norwegen                                         | 9:2                     | —                                              | —                   | —                                        | —                   | —                           | —              | China              | 9:2           | Kanada        | 9:1           | Frankreich                | 8:5           | Gold   |
| Elmar Borrmann Volker Fischer Alexander Pusch Gerhard Heer Rafael Nickel       | Degen Mannschaft   | Hongkong                                         | 9:1                     | —                                              | —                   | —                                        | —                   | —                           | —              | China              | 9:2           | Kanada        | 9:1           | Frankreich                | 8:5           | Gold   |
| Matthias Behr Mathias Gey Harald Hein Frank Beck Klaus Reichert                | Florett Mannschaft | Japan                                            | 9:4                     | —                                              | —                   | —                                        | —                   | —                           | —              | Vereinigte Staaten | 9:2           | Österreich    | 9:3           | Italien                   | 7:8           | Silber |
| Matthias Behr Mathias Gey Harald Hein Frank Beck Klaus Reichert                | Florett Mannschaft | Großbritannien                                   | 9:2                     | —                                              | —                   | —                                        | —                   | —                           | —              | Vereinigte Staaten | 9:2           | Österreich    | 9:3           | Italien                   | 7:8           | Silber |
| Matthias Behr Mathias Gey Harald Hein Frank Beck Klaus Reichert                | Florett Mannschaft | Hongkong                                         | 9:0                     | —                                              | —                   | —                                        | —                   | —                           | —              | Vereinigte Staaten | 9:2           | Österreich    | 9:3           | Italien                   | 7:8           | Silber |
| Jürgen Nolte Freddy Scholz Jörg Stratmann Dieter Schneider Jörg Volkmann       | Säbel Mannschaft   | Frankreich                                       | 2:9                     | —                                              | —                   | —                                        | —                   | —                           | —              | China              | 9:3           | Italien       | 3:9           | Duell um Bronze: Rumänien | 7:8           | 4      |
| Jürgen Nolte Freddy Scholz Jörg Stratmann Dieter Schneider Jörg Volkmann       | Säbel Mannschaft   | Vereinigte Staaten                               | 9:4                     | —                                              | —                   | —                                        | —                   | —                           | —              | China              | 9:3           | Italien       | 3:9           | Duell um Bronze: Rumänien | 7:8           | 4      |
| Jürgen Nolte Freddy Scholz Jörg Stratmann Dieter Schneider Jörg Volkmann       | Säbel Mannschaft   | Kanada                                           | 9:6                     | —                                              | —                   | —                                        | —                   | —                           | —              | China              | 9:3           | Italien       | 3:9           | Duell um Bronze: Rumänien | 7:8           | 4      |

### Fußball
| Wettbewerb             | Männer |
| ---------------------- | --- |
| Athleten (Spiele/Tore) | Dieter Bast Manfred Bockenfeld Rudi Bommer Andreas Brehme Guido Buchwald Roland Dickgießer Bernd Franke Jürgen Groh Walter Junghans Peter Lux Frank Mill Uwe Rahn Dieter Schatzschneider Dieter Schlindwein Alfred Schön Christian Schreier Bernd Wehmeyer |
| Trainer                | Erich Ribbeck |
| Gruppenphase           | Marokko (2:0) Brasilien (0:1) Saudi-Arabien (6:0) |
| Viertelfinale          | Jugoslawien (2:5) |
| Halbfinale             | ausgeschieden |
| Finale                 | ausgeschieden |
| Rang                   | 5 |

### Gewichtheben
| Athleten               | Wettbewerb         | Reißen   | Reißen | Stoßen        | Stoßen | Zweikampf | Zweikampf | Rang   |
| Athleten               | Wettbewerb         | Gewicht  | Rang   | Gewicht       | Rang   | Gewicht   | Rang      | Rang   |
| ---------------------- | ------------------ | -------- | ------ | ------------- | ------ | --------- | --------- | ------ |
| Männer                 |                    |          |        |               |        |           |           |        |
| Karl-Heinz Radschinsky | Klasse bis 75 kg   | 150,0 kg | 1      | 190,0 kg      | 1      | 340,0 kg  | 1         | Gold   |
| Peter Immesberger      | Klasse bis 90 kg   | 155,0 kg | 4      | 195,0 kg      | 3      | 350,0 kg  | 4         | 4      |
| Rolf Milser            | Klasse bis 100 kg  | 167,5 kg | 2      | 217,5 kg (OR) | 1      | 385,0 kg  | 1         | Gold   |
| Olaf Peters            | Klasse bis 110 kg  | 157,5 kg | 8      | 190,0 kg      | 8      | 347,5 kg  | 8         | 8      |
| Frank Seipelt          | Klasse bis 110 kg  | 160,0 kg | 6      | 207,5 kg      | 4      | 367,5 kg  | 4         | 4      |
| Manfred Nerlinger      | Klasse über 110 kg | 177,5 kg | 2      | 220,0 kg      | 3      | 397,5 kg  | 3         | Bronze |

### Handball
| Wettbewerb   | Frauen | Männer |
| ------------ | --- | --- |
| Athleten     | Maike Becker Elke Blumauer Eike Bram Christel Clages Sabine Erbs Astrid Hühn Kerstin Jönßon Sabrina Koschella Corinna Kunze Roswitha Mroczynski Petra Platen Vanadis Putzke Silvia Schmitt Dagmar Stelberg Claudia Sturm | Jochen Fraatz Thomas Happe Arnulf Meffle Rüdiger Neitzel Michael Paul Dirk Rauin Siegfried Roch Michael Roth Ulrich Roth Martin Schwalb Uwe Schwenker Thomas Springel Andreas Thiel Klaus Wöller Erhard Wunderlich |
| Trainer      | Ekke Hoffmann | Simon Schobel |
| Gruppenphase | Jugoslawien (19:20) China (19:20) Österreich (18:17) Vereinigte Staaten (18:17) Südkorea (17:26) | Vereinigte Staaten (21:19) Spanien (18:16) Schweden (18:17) Südkorea (37:25) Dänemark (20:18) |
| Finale       | — | Jugoslawien (17:18) |
| Rang         | 4 | Silber |

### Hockey
| Wettbewerb   | Frauen | Männer |
| ------------ | --- | --- |
| Athleten     | Gaby Appel Dagmar Breiken Beate Deininger Elke Drüll Birgit Hagen Birgit Hahn Martina Koch Sigrid Landgraf Corinna Lingnau Christina Moser Patricia Ott Hella Roth Gaby Schley Susi Schmid Ursula Thielemann Andrea Lietz-Weiermann | Christian Bassemir Stefan Blöcher Dirk Brinkmann Heiner Dopp Carsten Fischer Tobias Frank Volker Fried Thomas Gunst Karl-Joachim Hürter Horst-Ulrich Hänel Andreas Keller Reinhard Krull Michael Peter Thomas Reck Ekkhard Schmidt-Opper Markku Slawyk |
| Trainer      | Wolfgang Strödter | Klaus Kleiter |
| Gruppenphase | Australien 2:2 Kanada 3:0 Niederlande 2:6 Neuseeland 1:0 Vereinigte Staaten 1:1 | Spanien 3:1 Vereinigte Staaten 4:0 Australien 0:3 Malaysia 5:0 Indien 0:0 |
| Halbfinale   | — | Großbritannien 1:0 |
| Finale       | — | Pakistan 1:2 n. V. |
| Rang         | Silber | Silber |

### Judo
| Athleten                  | Wettbewerb        | 1. Runde | 1. Runde | 2. Runde         | 2. Runde | Achtelfinale         | Achtelfinale | Viertelfinale      | Viertelfinale | Halbfinale / Trostrunde      | Halbfinale / Trostrunde | Finale / Platz 3                    | Finale / Platz 3 | Rang   |
| Athleten                  | Wettbewerb        | Gegner   | Ergebnis | Gegner           | Ergebnis | Gegner               | Ergebnis     | Gegner             | Ergebnis      | Gegner                       | Ergebnis                | Gegner                              | Ergebnis         | Rang   |
| ------------------------- | ----------------- | -------- | -------- | ---------------- | -------- | -------------------- | ------------ | ------------------ | ------------- | ---------------------------- | ----------------------- | ----------------------------------- | ---------------- | ------ |
| Männer                    |                   |          |          |                  |          |                      |              |                    |               |                              |                         |                                     |                  |        |
| Peter Jupke               | Klasse bis 60 kg  | —        | —        | Djibril Sall     | Sieg     | Mohamed Madhar       | Sieg         | Edward Liddie      | Niederlage    | ausgeschieden                | ausgeschieden           | ausgeschieden                       | ausgeschieden    | 10     |
| James Rohleder            | Klasse bis 65 kg  | Freilos  | Freilos  | Wang Shengli     | Sieg     | Sérgio Sano          | Niederlage   | ausgeschieden      | ausgeschieden | ausgeschieden                | ausgeschieden           | ausgeschieden                       | ausgeschieden    | 14     |
| Steffen Stranz            | Klasse bis 71 kg  | —        | —        | Antti Hyvärinen  | Sieg     | Kerrith Brown        | Niederlage   | ausgeschieden      | ausgeschieden | ausgeschieden                | ausgeschieden           | ausgeschieden                       | ausgeschieden    | 13     |
| Frank Wieneke             | Klasse bis 78 kg  | —        | —        | Gaston Oula      | Sieg     | Hiromitsu Takano     | Sieg         | Walid Abdulhalim   | Sieg          | Kevin Doherty                | Sieg                    | Mircea Frățică                      | Sieg             | Gold   |
| Marc Meiling              | Klasse bis 86 kg  | —        | —        | Louis Jani       | Sieg     | Fabien Canu          | Niederlage   | ausgeschieden      | ausgeschieden | ausgeschieden                | ausgeschieden           | ausgeschieden                       | ausgeschieden    | 12     |
| Günther Neureuther        | Klasse bis 95 kg  | —        | —        | Viliame Takayawa | Sieg     | Abdel Majid Senoussi | Sieg         | Nicholas Koktaylo  | Sieg          | Ha Hyung-joo                 | Niederlage              | Hoffnungsrunde: Joseph Meli         | Sieg             | Bronze |
| Alexander von der Groeben | Klasse über 95 kg | —        | —        | —                | —        | Frederico Flexa      | Sieg         | Douglas Nelson     | Niederlage    | ausgeschieden                | ausgeschieden           | ausgeschieden                       | ausgeschieden    | 9      |
| Arthur Schnabel           | Offene Klasse     | —        | —        | —                | —        | Paul Radburn         | Sieg         | Yasuhiro Yamashita | Niederlage    | Hoffnungsrunde: Lansana Coly | Sieg                    | Hoffnungsrunde: Laurent del Colombo | Sieg             | Bronze |

### Kanu
| Athleten                                                     | Wettbewerb | Vorlauf     | Vorlauf | Hoffnungslauf | Hoffnungslauf | Halbfinale  | Halbfinale | Finale        | Finale        | Rang   |
| Athleten                                                     | Wettbewerb | Zeit        | Rang    | Zeit          | Rang          | Zeit        | Rang       | Zeit          | Rang          | Rang   |
| ------------------------------------------------------------ | ---------- | ----------- | ------- | ------------- | ------------- | ----------- | ---------- | ------------- | ------------- | ------ |
| Frauen                                                       |            |             |         |               |               |             |            |               |               |        |
| Barbara Schüttpelz                                           | K1 500 m   | 2:02,14 min | 1       | –             | –             | —           | —          | 1:59,93 min   | 2             | Silber |
| Josefa Idem Barbara Schüttpelz                               | K2 500 m   | 1:50,84 min | 3       | –             | –             | —           | —          | 1:47,32 min   | 3             | Bronze |
| Josefa Idem Regina Schmidt Barbara Schüttpelz Judith Skolnik | K4 500 m   | —           | —       | —             | —             | —           | —          | 1:42,68 min   | 5             | 5      |
| Männer                                                       |            |             |         |               |               |             |            |               |               |        |
| Hartmut Faust                                                | C1 500 m   | 2:05,95 min | 4       | –             | –             | 2:02,60 min | 2          | 2:01,86 min   | 7             | 7      |
| Ulrich Eicke                                                 | C1 1000 m  | 4:10,10 min | 1       | –             | –             | —           | —          | 4:06,32 min   | 1             | Gold   |
| Wolfram Faust Ralf Wienand                                   | C2 500 m   | 1:51,08 min | 5       | 1:50,20 min   | 1             | —           | —          | 1:48,97 min   | 6             | 6      |
| Wolfram Faust Ralf Wienand                                   | C2 1000 m  | 4:01,73 min | 8       | –             | –             | —           | —          | 3:52,69 min   | 4             | 4      |
| Reiner Scholl                                                | K1 500 m   | 1.51,55 min | 6       | –             | –             | 1:50,70 min | 10         | 1.49,89 min   | 8             | 8      |
| Christoph Wolf                                               | K1 1000 m  | 4:00,21 min | 12      | 4:03,47 min   | 3             | 4:00,33 min | 10         | ausgeschieden | ausgeschieden | 12     |
| Matthias Seack Oliver Seack                                  | K2 500 m   | 1:38,57 min | 10      | –             | –             | 1:37,00 min | 6          | 1:36,51 min   | 7             | 7      |
| Matthias Seack Oliver Seack                                  | K2 1000 m  | 3:28,30 min | 1       | –             | –             | 3:30,18 min | 7          | 3:27,28 min   | 5             | 5      |
| Bernd Hessel Oliver Kegel Detlef Schmidt Reiner Scholl       | K4 1000 m  | 3:07,30 min | 4       | –             | –             | 3:09,85 min | 7          | 3:06,47 min   | 8             | 8      |

### Leichtathletik
Laufen und Gehen
| Athleten | Wettbewerb   | 1. Runde     | 1. Runde | Viertelfinale | Viertelfinale | Halbfinale    | Halbfinale    | Finale        | Finale        | Rang   |
| Athleten | Wettbewerb   | Zeit         | Rang     | Zeit          | Rang          | Zeit          | Rang          | Zeit          | Rang          | Rang   |
| --- | ------------ | ------------ | -------- | ------------- | ------------- | ------------- | ------------- | ------------- | ------------- | ------ |
| Frauen |              |              |          |               |               |               |               |               |               |        |
| Heidi-Elke Gaugel | 100 m        | 11,38 s      | 9        | 11,50 s       | 9             | 11,62 s       | 11            | ausgeschieden | ausgeschieden | 11     |
| Heidi-Elke Gaugel | 200 m        | 23,37 s      | 12       | 23,19 s       | 13            | 23,02 s       | 12            | ausgeschieden | ausgeschieden | 12     |
| Michaela Schabinger | 200 m        | 24,12 s      | 20       | 23,84 s       | 21            | ausgeschieden | ausgeschieden | ausgeschieden | ausgeschieden | 21     |
| Gaby Bußmann | 400 m        | 52,42 s      | 7        | —             | —             | DNS           | DNS           | ausgeschieden | ausgeschieden | DNF    |
| Heike Schulte-Mattler | 400 m        | 52,77 s      | 11       | —             | —             | ausgeschieden | ausgeschieden | ausgeschieden | ausgeschieden | 16     |
| Ute Thimm | 400 m        | 52,53 s      | 9        | —             | —             | 51,03 s       | 4             | 50,37 s       | 6             | 6      |
| Margrit Klinger | 800 m        | 2:03,66 min  | 10       | —             | —             | 2:00,00 min   | 3             | 2:00,65 min   | 7             | 7      |
| Roswitha Gerdes | 1500 m       | 4:10,64 min  | 10       | —             | —             | —             | —             | 4:04,41 min   | 4             | 4      |
| Margrit Klinger | 1500 m       | DNS          | DNS      | —             | —             | —             | —             | ausgeschieden | ausgeschieden | DNS    |
| Brigitte Kraus | 3000 m       | 8:57,53 min  | 13       | —             | —             | —             | —             | DNF           | DNF           | DNF    |
| Ulrike Denk | 100 m Hürden | 13,32 s      | 5        | —             | —             | 13,20 s       | 6             | 13,32         | 7             | 7      |
| Edith Oker | 100 m Hürden | 13,14 s      | 3        | —             | —             | 13,37 s       | 10            | ausgeschieden | ausgeschieden | 10     |
| Charlotte Teske | Marathon     | —            | —        | —             | —             | —             | —             | 2:35:56 h     | 16            | 16     |
| Edith Oker Michaela Schabinger Heidi-Elke Gaugel Ute Thimm                                                                                     | 4 × 100 m    | 44,30 s      | 7        | —             | —             | —             | —             | 43,57 s       | 5             | 5      |
| Ute Thimm Heidi-Elke Gaugel Heike Schulte-Mattler (Finale) Gaby Bußmann (Finale) Nicole Leistenschneider (Vorlauf) Christina Sussiek (Vorlauf) | 4 × 400 m    | 3:33,63 min  | 5        | —             | —             | —             | —             | 3:22,98 min   | 3             | Bronze |
| Männer |              |              |          |               |               |               |               |               |               |        |
| Jürgen Evers | 100 m        | 10,54 s      | 23       | 10,69 s       | 36            | ausgeschieden | ausgeschieden | ausgeschieden | ausgeschieden | 36     |
| Jürgen Evers | 200 m        | 21,12 s      | 20       | 20,95 s       | 14            | ausgeschieden | ausgeschieden | ausgeschieden | ausgeschieden | 18     |
| Christian Haas | 100 m        | 10,41 s      | 12       | 10,51 s       | 16            | 10,41 s       | 7             | ausgeschieden | ausgeschieden | 10     |
| Christian Haas | 200 m        | DNS          | DNS      | DNS           | DNS           | DNS           | DNS           | DNS           | DNS           | DNS    |
| Ralf Lübke | 100 m        | 10,70 s      | 45       | ausgeschieden | ausgeschieden | ausgeschieden | ausgeschieden | ausgeschieden | ausgeschieden | 44     |
| Ralf Lübke | 200 m        | 20,88 s      | 10       | 20,57 s       | 8             | 20,67 s       | 8             | 20,51 s       | 5             | 5      |
| Erwin Skamrahl | 400 m        | 45,94 s      | 9        | 46,39 s       | 26            | ausgeschieden | ausgeschieden | ausgeschieden | ausgeschieden | 26     |
| Hans-Peter Ferner | 800 m        | 1:47,55 min  | 24       | 1:45,52 min   | 7             | 1:46,16 min   | 11            | ausgeschieden | ausgeschieden | 11     |
| Axel Harries | 800 m        | 1:48,92 min  | 40       | ausgeschieden | ausgeschieden | ausgeschieden | ausgeschieden | ausgeschieden | ausgeschieden | 38     |
| Uwe Becker | 1500 m       | 3:37,76 min  | 3        | —             | —             | 3:27,28 min   | 13            | ausgeschieden | ausgeschieden | 12     |
| Uwe Mönkemeyer | 5000 m       | 13:48,66 min | 18       | —             | —             | DNF           | DNF           | ausgeschieden | ausgeschieden | DNF    |
| Christoph Herle | 5000 m       | 13:46,35 min | 16       | —             | —             | DNF           | DNF           | ausgeschieden | ausgeschieden | DNF    |
| Christoph Herle | 10.000 m     | 28:30,28 min | 19       | —             | —             | —             | —             | 28:08,21 min  | 5             | 5      |
| Harald Schmid | 400 m Hürden | 49,34 s      | 2        | —             | —             | 49,04 s       | 5             | 48,19 s       | 3             | Bronze |
| Uwe Schmitt | 400 m Hürden | 49,77 s      | 6        | —             | —             | 50,08 s       | 14            | ausgeschieden | ausgeschieden | 14     |
| Ralf Salzmann | Marathon     | —            | —        | —             | —             | —             | —             | 2:15:29 h     | 18            | 18     |
| Dieter Hoffmann | 20 km Gehen  | —            | —        | —             | —             | —             | —             | DNS           | DNS           | DNS    |
| Peter Klein Jürgen Evers Ralf Lübke Jürgen Koffler (Halbfinale, Finale) Christian Zirkelbach (Vorlauf)                                         | 4 × 100 m    | 39,04 s      | 4        | —             | —             | 38,70 s       | 4             | 38,99 s       | 5             | 5      |
| Martin Weppler Uwe Schmitt Erwin Skamrahl Jörg Vaihinger (Halbfinale) Thomas Giessing (Vorlauf)                                                | 4 × 400 m    | 3:03,33 min  | 3        | —             | —             | 3:04,69 min   | 11            | ausgeschieden | ausgeschieden | 11     |

Springen und Werfen
| Athleten           | Wettbewerb  | Qualifikation | Qualifikation | Finale        | Finale        | Rang   |
| Athleten           | Wettbewerb  | Weite/Höhe    | Rang          | Weite/Höhe    | Rang          | Rang   |
| ------------------ | ----------- | ------------- | ------------- | ------------- | ------------- | ------ |
| Frauen             |             |               |               |               |               |        |
| Brigitte Holzapfel | Hochsprung  | 1,90 m        | 1             | 1,85 m        | 11            | 11     |
| Ulrike Meyfarth    | Hochsprung  | 1,90 m        | 1             | 2,02 m        | 1             | Gold   |
| Heike Redetzky     | Hochsprung  | 1,90 m        | 15            | 1,85 m        | 11            | 11     |
| Claudia Losch      | Kugelstoßen | —             | —             | 20,48 m       | 1             | Gold   |
| Ingra Manecke      | Diskuswurf  | 56,20 m       | 5             | 58,56 m       | 6             | 6      |
| Beate Peters       | Speerwurf   | 61,56 m       | 6             | 62,34 m       | 7             | 7      |
| Ingrid Thyssen     | Speerwurf   | 60,86 m       | 9             | 63,26 m       | 6             | 6      |
| Männer             |             |               |               |               |               |        |
| Dietmar Mögenburg  | Hochsprung  | 2,24 m        | 1             | 2,35          | 1             | Gold   |
| Gerd Nagel         | Hochsprung  | 2,18 m        | 18            | ausgeschieden | ausgeschieden | 18     |
| Carlo Thränhardt   | Hochsprung  | 2,24 m        | 12            | 2,15 m        | 10            | 10     |
| Peter Bouschen     | Dreisprung  | 16,40 m       | 11            | 16,77 m       | 5             | 5      |
| Ralf Jaros         | Dreisprung  | 16,02 m       | 17            | ausgeschieden | ausgeschieden | 17     |
| Karsten Stolz      | Kugelstoßen | 18,98 m       | 12            | 18,31 m       | 12            | 12     |
| Klaus Ploghaus     | Hammerwurf  | 74,68 m       | 2             | 76,68 m       | 3             | Bronze |
| Karl-Hans Riehm    | Hammerwurf  | 75,50 m       | 1             | 77,98 m       | 2             | Silber |
| Christoph Sahner   | Hammerwurf  | 73,88 m       | 4             | NM            | NM            | NM     |
| Rolf Danneberg     | Diskuswurf  | 63,48 m       | 2             | 66,60         | 1             | Gold   |
| Werner Hartmann    | Diskuswurf  | 59,92 m       | 13            | ausgeschieden | ausgeschieden | 13     |
| Alwin Wagner       | Diskuswurf  | 61,56 m       | 8             | 64,72         | 6             | 6      |
| Wolfram Gambke     | Speerwurf   | 82,98 m       | 5             | 82,46 m       | 4             | 4      |
| Klaus Tafelmeier   | Speerwurf   | 73,52 m       | 22            | ausgeschieden | ausgeschieden | 22     |

Mehrkampf
| Athletinnen    | 100 m Hürden | 100 m Hürden | Hochsprung | Hochsprung | Kugelstoßen | Kugelstoßen | 200 m   | 200 m  | Weitsprung | Weitsprung | Speerwurf | Speerwurf | 800 m       | 800 m  | Punkte | Rang   |
| Athletinnen    | Zeit         | Punkte       | Höhe       | Punkte     | Weite       | Punkte      | Zeit    | Punkte | Weite      | Punkte     | Weite     | Punkte    | Zeit        | Punkte | Punkte | Rang   |
| -------------- | ------------ | ------------ | ---------- | ---------- | ----------- | ----------- | ------- | ------ | ---------- | ---------- | --------- | --------- | ----------- | ------ | ------ | ------ |
| Siebenkampf    |              |              |            |            |             |             |         |        |            |            |           |           |             |        |        |        |
| Sabine Braun   | 13,61 s      | 916          | 1,80 m     | 1031       | 12,09 m     | 725         | 24,22 s | 917    | 6,10 m     | 928        | 44,14 m   | 829       | 2:12,48 min | 890    | 6236   | 6      |
| Birgit Dressel | 14,05 s      | 860          | 1,86 m     | 1086       | 12,72 m     | 763         | 25,59 s | 796    | 6,15 m     | 939        | 42,62 m   | 806       | 2:16,68 min | 832    | 6082   | 9      |
| Sabine Everts  | 13,54 s      | 926          | 1,89 m     | 1113       | 12,49 m     | 749         | 24,05 s | 933    | 6,71 m     | 1058       | 32,62 m   | 645       | 2:09,05 min | 939    | 6363   | Bronze |

| Athleten         | 100 m   | 100 m | Weitsprung | Weitsprung | Kugelstoßen | Kugelstoßen | Hochsprung | Hochsprung | 400 m   | 400 m | 110 m Hürden | 110 m Hürden | Diskuswurf | Diskuswurf | Stabhochsprung | Stabhochsprung | Speerwurf | Speerwurf | 1500 m      | 1500 m | Punkte | Rang   |
| Athleten         | Zeit    | Pkte, | Weite      | Pkte,      | Weite       | Pkte,       | Höhe       | Pkte,      | Zeit    | Pkte, | Zeit         | Pkte,        | Weite      | Pkte,      | Höhe           | Pkte,          | Weite     | Pkte,     | Zeit        | Pkte,  | Punkte | Rang   |
| ---------------- | ------- | ----- | ---------- | ---------- | ----------- | ----------- | ---------- | ---------- | ------- | ----- | ------------ | ------------ | ---------- | ---------- | -------------- | -------------- | --------- | --------- | ----------- | ------ | ------ | ------ |
| Zehnkampf        |         |       |            |            |             |             |            |            |         |       |              |              |            |            |                |                |           |           |             |        |        |        |
| Jürgen Hingsen   | 10,91 s | 826   | 7,80 m     | 980        | 15,87 m     | 840         | 2,12 m     | 959        | 47,69 s | 914   | 14,29 s      | 928          | 50,82 m    | 886        | 4,50 m         | 932            | 60,44 m   | 767       | 4:22,60 min | 641    | 8673   | 2      |
| Guido Kratschmer | 10,80 s | 854   | 7,40 m     | 901        | 15,93 m     | 843         | 1,94 m     | 804        | 49,25 s | 839   | 14,66 s      | 886          | 47,28 m    | 823        | 4,90 m         | 1028           | 69,40 m   | 872       | 4:47,99 min | 476    | 8326   | 4      |
| Siegfried Wentz  | 10,99 s | 807   | 7,11 m     | 842        | 15,87 m     | 840         | 2,09 m     | 934        | 47,78 s | 909   | 14,35 s      | 921          | 46,60 m    | 811        | 4,50 m         | 932            | 67,68 m   | 853       | 4:33,96 min | 563    | 8412   | Bronze |

### Moderner Fünfkampf
| Athleten                                        | Wettbewerb | Reiten                              | Reiten | Fechten | Fechten | Schießen    | Schießen | Schwimmen                              | Schwimmen | 4000 m Crosslauf                       | 4000 m Crosslauf | Gesamt | Gesamt |
| Athleten                                        | Wettbewerb | Zeit                                | Punkte | Siege   | Punkte  | Ringe       | Punkte   | Zeit                                   | Punkte    | Zeit                                   | Punkte           | Punkte | Rang   |
| ----------------------------------------------- | ---------- | ----------------------------------- | ------ | ------- | ------- | ----------- | -------- | -------------------------------------- | --------- | -------------------------------------- | ---------------- | ------ | ------ |
| Männer                                          |            |                                     |        |         |         |             |          |                                        |           |                                        |                  |        |        |
| Achim Bellmann                                  | Einzel     | 2:05,85 min                         | 954    | 39      | 1066    | 182         | 736      | 3:33,700 min                           | 1164      | 13:10,31 min                           | 1194             | 5114   | 14     |
| Michael Rehbein                                 | Einzel     | 1:45,66 min                         | 1034   | 23      | 714     | 190         | 912      | 3:23,291 min                           | 1248      | 13:37,46 min                           | 1113             | 5021   | 21     |
| Christian Sandow                                | Einzel     | 1:42,76 min                         | 1070   | 23      | 714     | 178         | 648      | 3:13,850 min                           | 1324      | 13:29,21 min                           | 1137             | 4893   | 27     |
| Achim Bellmann Michael Rehbein Christian Sandow | Mannschaft | 2:05,85 min 1:45,66 min 1:42,76 min | 3058   | 39 23   | 2494    | 182 190 178 | 2296     | 3:33,700 min 3:23,291 min 3:13,850 min | 3736      | 13:10,31 min 13:37,46 min 13:29,21 min | 3444             | 15,028 | 6      |

### Radsport

#### Bahn
| Athleten                                             | Wettbewerb            | Qualifikation | Qualifikation | Achtelfinale  | Achtelfinale  | Achtelfinale  | Viertelfinale | Viertelfinale | Viertelfinale | Halbfinale         | Halbfinale    | Halbfinale    | Finale                 | Finale        | Finale        | Rang          |
| Athleten                                             | Wettbewerb            | Zeit          | Rang          | Gegner        | Zeit          | Rang          | Gegner        | Zeit          | Rang          | Gegner             | Zeit/Erg.     | Rang          | Gegner                 | Zeit/Erg.     | Rang          | Rang          |
| ---------------------------------------------------- | --------------------- | ------------- | ------------- | ------------- | ------------- | ------------- | ------------- | ------------- | ------------- | ------------------ | ------------- | ------------- | ---------------------- | ------------- | ------------- | ------------- |
| Männer                                               |                       |               |               |               |               |               |               |               |               |                    |               |               |                        |               |               |               |
| Rolf Gölz                                            | Einerverfolgung       | 4:48,55 min   | 5             | Müller        | 4:42,63 min   | 1             | Robert        | 4:37,70 min   | 1             | Nitz               | –             | 1             | Hegg                   | 4:43,82 min   | 2             | Silber        |
| Ingo Wittenborn                                      | Einerverfolgung       | überholt      | überholt      | ausgeschieden | ausgeschieden | ausgeschieden | ausgeschieden | ausgeschieden | ausgeschieden | ausgeschieden      | ausgeschieden | ausgeschieden | ausgeschieden          | ausgeschieden | ausgeschieden | ausgeschieden |
| Reinhard Alber Rolf Gölz Roland Günther Michael Marx | Mannschaftsverfolgung | 4:28,97 min   | 3             | —             | —             | —             | Frankreich    | 4:28,00 min   | 1             | Vereinigte Staaten | überholt      | 2             | Bronze-Rennen: Italien | 4:25,60 min   | 1             | Bronze        |

| Athleten         | Wettbewerb | 1. Runde       | 1. Runde | 2. Runde | 2. Runde | Achtelfinale                  | Achtelfinale | Viertelfinale | Viertelfinale | Halbfinale    | Halbfinale    | Finale        | Finale   | Finale | Rang |
| Athleten         | Wettbewerb | Gegner         | Rang     | Gegner   | Rang     | Gegner                        | Rang         | Gegner        | Ergebnis      | Gegner        | Ergebnis      | Gegner        | Ergebnis | Rang   | Rang |
| ---------------- | ---------- | -------------- | -------- | -------- | -------- | ----------------------------- | ------------ | ------------- | ------------- | ------------- | ------------- | ------------- | -------- | ------ | ---- |
| Männer           |            |                |          |          |          |                               |              |               |               |               |               |               |          |        |      |
| Gerhard Scheller | Sprint     | Stanley Moodie | 1        | Steele   | 1        | Tucker Nakatake               | 2            | Gorski        | 0:2           | ausgeschieden | ausgeschieden | Platz 5 bis 8 | 11,36 s  | 1      | 5    |
| Gerhard Scheller | Sprint     | Stanley Moodie | 1        | Steele   | 1        | Hoffnungslauf: Iannone Steele | 1            | Gorski        | 0:2           | ausgeschieden | ausgeschieden | Platz 5 bis 8 | 11,36 s  | 1      | 5    |
| Gerhard Scheller | Sprint     | Stanley Moodie | 1        | Steele   | 1        | Hoffnungslauf: Ceci           | 1            | Gorski        | 0:2           | ausgeschieden | ausgeschieden | Platz 5 bis 8 | 11,36 s  | 1      | 5    |
| Fredy Schmidtke  | Sprint     | Orban Alwi     | 1        | Tucker   | 1        | Vails Barry                   | 2            | Vernet        | 0:2           | ausgeschieden | ausgeschieden | Platz 5 bis 8 | –        | 4      | 8    |
| Fredy Schmidtke  | Sprint     | Orban Alwi     | 1        | Tucker   | 1        | Hoffnungslauf: Dépine Ceci    | 1            | Vernet        | 0:2           | ausgeschieden | ausgeschieden | Platz 5 bis 8 | –        | 4      | 8    |
| Fredy Schmidtke  | Sprint     | Orban Alwi     | 1        | Tucker   | 1        | Hoffnungslauf: Lee            | 1            | Vernet        | 0:2           | ausgeschieden | ausgeschieden | Platz 5 bis 8 | –        | 4      | 8    |

| Athleten          | Wettbewerb   | Halbfinale | Halbfinale | Finale      | Finale | Rang   |
| Athleten          | Wettbewerb   | Punkte     | Rang       | Punkte/Zeit | Rang   | Rang   |
| ----------------- | ------------ | ---------- | ---------- | ----------- | ------ | ------ |
| Männer            |              |            |            |             |        |        |
| Uwe Messerschmidt | Punktefahren | 10         | 10         | 16          | 2      | Silber |
| Manfred Donike    | Punktefahren | 16         | 10         | 3           | 19     | 19     |
| Fredy Schmidtke   | Zeitfahren   | —          | —          | 1:06,10 min | 1      | Gold   |

#### Straße
| Athleten                                                  | Wettbewerb            | Zeit      | Rang   |
| --------------------------------------------------------- | --------------------- | --------- | ------ |
| Frauen                                                    |                       |           |        |
| Gabriele Altweck                                          | Straßenrennen         | 2:29:34 h | 33     |
| Ute Enzenauer                                             | Straßenrennen         | 2:13:28 h | 8      |
| Sandra Schumacher                                         | Straßenrennen         | 2:11:14 h | Bronze |
| Ines Varenkamp                                            | Straßenrennen         | 2:13:28 h | 12     |
| Männer                                                    |                       |           |        |
| Thomas Freienstein                                        | Straßenrennen         | 5:07;48 h | 22     |
| Andreas Kappes                                            | Straßenrennen         | DNF       | DNF    |
| Achim Stadler                                             | Straßenrennen         | 5:15:27 h | 36     |
| Werner Stauff                                             | Straßenrennen         | 5:18:01 h | 41     |
| Hartmut Bölts Thomas Freienstein Bernd Gröne Michael Maue | Mannschaftszeitfahren | 2:08:15 h | 12     |

### Reiten

#### Dressurreiten
| Athleten                                                                       | Wettbewerb | Qualifikation | Qualifikation | Finale | Finale | Rang |
| Athleten                                                                       | Wettbewerb | Punkte        | Rang          | Punkte | Rang   | Rang |
| ------------------------------------------------------------------------------ | ---------- | ------------- | ------------- | ------ | ------ | ---- |
| Reiner Klimke mit Ahlerich                                                     | Einzel     | 1797          | 1             | 1504   | 1      | Gold |
| Herbert Krug mit Muscadeur                                                     | Einzel     | 1576          | 9             | 1323   | 5      | 5    |
| Uwe Sauer mit Montevideo                                                       | Einzel     | 1582          | 7             | 1279   | 6      | 6    |
| Reiner Klimke mit Ahlerich Herbert Krug mit Muscadeur Uwe Sauer mit Montevideo | Mannschaft | —             | —             | 4955   | 1      | Gold |

#### Springreiten
| Athleten                                                                          | Wettbewerb | Strafpunkte   | Strafpunkte   | Strafpunkte   | Rang   |
| Athleten                                                                          | Wettbewerb | Einzelwertung | Einzelwertung | Einzelwertung | Rang   |
| Athleten                                                                          | Wettbewerb | 1. Umlauf     | 2. Umlauf     | Gesamt        | Rang   |
| --------------------------------------------------------------------------------- | ---------- | ------------- | ------------- | ------------- | ------ |
| Peter Luther mit Livius                                                           | Einzel     | 12,00         | 4,00          | 16,00         | 11     |
| Paul Schockemöhle mit Deister                                                     | Einzel     | 8,00          | 4,00          | 12,00         | 7      |
| Franke Sloothaak mit Farmer                                                       | Einzel     | 8,00          | 8,00          | 16,00         | 11     |
| Peter Luther mit Livius Paul Schockemöhle mit Deister Franke Sloothaak mit Farmer | Mannschaft | 20,00         | 19,25         | 39,25         | Bronze |

#### Vielseitigkeitsreiten
| Athleten                                                                              | Wettbewerb | Minuspunkte Dressur | Minuspunkte Gelände | Minuspunkte Springen | Minuspunkte Gesamt | Rang   |
| ------------------------------------------------------------------------------------- | ---------- | ------------------- | ------------------- | -------------------- | ------------------ | ------ |
| Claus Erhorn mit Fair Lady                                                            | Einzel     | 56,40               | 23,60               | 0,00                 | 80,00              | 16     |
| Dietmar Hogrefe mit Foliant                                                           | Einzel     | 66,00               | 8,40                | 0,00                 | 74,40              | 12     |
| Bettina Overesch mit Peacetime                                                        | Einzel     | 66,40               | 13,20               | 0,00                 | 79,60              | 14     |
| Burkhard Tesdorpf mit Freedom                                                         | Einzel     | 62,20               | 151,60              | 2,25                 | 216,05             | 39     |
| Claus Erhorn mit Fair Lady Dietmar Hogrefe mit Foliant Bettina Overesch mit Peacetime | Mannschaft | 188,80              | 45,20               | 0,00                 | 234,00             | Bronze |

### Rhythmische Sportgymnastik
| Athletinnen       | Wettbewerb       | Qualifikation | Qualifikation | Qualifikation | Qualifikation | Qualifikation | Qualifikation | Finale          | Finale | Finale | Finale | Finale | Finale | Finale | Rang   |
| Athletinnen       | Wettbewerb       | Punkte        | Punkte        | Punkte        | Punkte        | Punkte        | Rang          | Punkte          | Punkte | Punkte | Punkte | Punkte | Punkte | Rang   | Rang   |
| Athletinnen       | Wettbewerb       | Ringe         | Ball          | Keulen        | Band          | Gesamt        | Rang          | Hälfte Vorrunde | Ringe  | Ball   | Keulen | Band   | Gesamt | Rang   | Rang   |
| ----------------- | ---------------- | ------------- | ------------- | ------------- | ------------- | ------------- | ------------- | --------------- | ------ | ------ | ------ | ------ | ------ | ------ | ------ |
| Frauen            |                  |               |               |               |               |               |               |                 |        |        |        |        |        |        |        |
| Regina Weber      | Mehrkampf Einzel | 9,600         | 9,450         | 9,300         | 9,250         | 37,600        | 7             | 18,800          | 9,750  | 9,700  | 9,700  | 9,750  | 57,700 | 3      | Bronze |
| Claudia Scharmann | Mehrkampf Einzel | 9,500         | 9,200         | 9,350         | 9,150         | 37,200        | 11            | 18,600          | 9,500  | 9,400  | 9,500  | 9,250  | 56,250 | 12     | 12     |

### Ringen

#### Freier Stil
Legende: G = Gewonnen, V = Verloren, S = Schultersieg
| Athleten        | Wettbewerb       | Achtelfinale        | Achtelfinale                  | Viertelfinale                      | Viertelfinale         | Rang          |
| Athleten        | Wettbewerb       | Gegner              | Ergebnis                      | Gegner                             | Ergebnis              | Rang          |
| --------------- | ---------------- | ------------------- | ----------------------------- | ---------------------------------- | --------------------- | ------------- |
| Männer          |                  |                     |                               |                                    |                       |               |
| Reiner Heugabel | Klasse bis 48 kg | Gao Wenhe           | 4:9                           | Kampf um Platz 5: Kent Andersson   | Sieg wegen Passivität | 5             |
| Reiner Heugabel | Klasse bis 48 kg | Frank Famiano       | Niederlage durch Schultersieg | Kampf um Platz 5: Kent Andersson   | Sieg wegen Passivität | 5             |
| Fritz Niebler   | Klasse bis 52 kg | Ray Takahashi       | 11:13                         | ausgeschieden                      | ausgeschieden         | 7             |
| Fritz Niebler   | Klasse bis 52 kg | Thierry Bourdin     | 5:4                           | ausgeschieden                      | ausgeschieden         | 7             |
| Fritz Niebler   | Klasse bis 52 kg | Gao Wenhe           | 11:0                          | ausgeschieden                      | ausgeschieden         | 7             |
| Fritz Niebler   | Klasse bis 52 kg | Kim Jong-kyu        | 6:13                          | ausgeschieden                      | ausgeschieden         | 7             |
| Martin Herbster | Klasse bis 62 kg | Selman Kaygusuz     | 5:6                           | Kampf um Platz 5: Antoni La Bruna  | 11.4                  | 5             |
| Martin Herbster | Klasse bis 62 kg | José Inagaki        | Schultersieg                  | Kampf um Platz 5: Antoni La Bruna  | 11.4                  | 5             |
| Martin Herbster | Klasse bis 62 kg | Kōsei Akaishi       | 8:1                           | Kampf um Platz 5: Antoni La Bruna  | 11.4                  | 5             |
| Martin Herbster | Klasse bis 62 kg | Lee Jung-keun       | Niederlage durch Schultersieg | Kampf um Platz 5: Antoni La Bruna  | 11.4                  | 5             |
| Erwin Knosp     | Klasse bis 68 kg | Victor Kede Manga   | 13:0                          | ausgeschieden                      | ausgeschieden         | 7             |
| Erwin Knosp     | Klasse bis 68 kg | Gustavo Manzur      | Sieg wegen Passivität         | ausgeschieden                      | ausgeschieden         | 7             |
| Erwin Knosp     | Klasse bis 68 kg | You In-tak          | 0:12                          | ausgeschieden                      | ausgeschieden         | 7             |
| Erwin Knosp     | Klasse bis 68 kg | Masakazu Kamimura   | 2:6                           | ausgeschieden                      | ausgeschieden         | 7             |
| Martin Knosp    | Klasse bis 74 kg | Kyriakos Bogiatzis  | Schultersieg                  | Kampf um Gold: David Schultz       | 1:4                   | Silber        |
| Martin Knosp    | Klasse bis 74 kg | Seidu Olawale       | Niederlage durch Schultersieg | Kampf um Gold: David Schultz       | 1:4                   | Silber        |
| Martin Knosp    | Klasse bis 74 kg | Houkreo Bambe       | Schultersieg                  | Kampf um Gold: David Schultz       | 1:4                   | Silber        |
| Martin Knosp    | Klasse bis 74 kg | Rajinder Singh      | Schultersieg                  | Kampf um Gold: David Schultz       | 1:4                   | Silber        |
| Martin Knosp    | Klasse bis 74 kg | Naomi Higuchi       | Schultersieg                  | Kampf um Gold: David Schultz       | 1:4                   | Silber        |
| Reiner Trik     | Klasse bis 82 kg | Günter Busarello    | 5:3                           | Kampf um Bronze: Christopher Rinke | 2:5                   | 4             |
| Reiner Trik     | Klasse bis 82 kg | Lennart Lundell     | 7:0                           | Kampf um Bronze: Christopher Rinke | 2:5                   | 4             |
| Reiner Trik     | Klasse bis 82 kg | Iraklis Deskoulidis | 4:5                           | Kampf um Bronze: Christopher Rinke | 2:5                   | 4             |
| Reiner Trik     | Klasse bis 82 kg | Kim Tae-woo         | 5:2                           | Kampf um Bronze: Christopher Rinke | 2:5                   | 4             |
| Reiner Trik     | Klasse bis 82 kg | Hideyuki Nagashima  | 3:6                           | Kampf um Bronze: Christopher Rinke | 2:5                   | 4             |
| Bodo Lukowski   | Klasse bis 90 kg | Noel Loban          | Niederlage wegen Passivität   | ausgeschieden                      | ausgeschieden         | ausgeschieden |
| Bodo Lukowski   | Klasse bis 90 kg | Macauley Appah      | Schultersieg                  | ausgeschieden                      | ausgeschieden         | ausgeschieden |
| Bodo Lukowski   | Klasse bis 90 kg | Akira Ota           | Niederlage durch Schultersieg | ausgeschieden                      | ausgeschieden         | ausgeschieden |

#### Griechisch-römischer Stil
| Athleten            | Wettbewerb        | Gruppenphase          | Gruppenphase                | Finalrunde                         | Finalrunde    | Rang          |
| Athleten            | Wettbewerb        | Gegner                | Ergebnis                    | Gegner                             | Ergebnis      | Rang          |
| ------------------- | ----------------- | --------------------- | --------------------------- | ---------------------------------- | ------------- | ------------- |
| Männer              |                   |                       |                             |                                    |               |               |
| Markus Scherer      | Klasse bis 48 kg  | Lars Rønningen        | 14:4                        | Kampf um Gold: Vincenzo Maenza     | 0:12          | Silber        |
| Markus Scherer      | Klasse bis 48 kg  | Gustavo Delgado       | 12:0                        | Kampf um Gold: Vincenzo Maenza     | 0:12          | Silber        |
| Markus Scherer      | Klasse bis 48 kg  | Jun Dae-je            | 24:18                       | Kampf um Gold: Vincenzo Maenza     | 0:12          | Silber        |
| Markus Scherer      | Klasse bis 48 kg  | Ikuzo Saito           | 18:7                        | Kampf um Gold: Vincenzo Maenza     | 0:12          | Silber        |
| Pasquale Passarelli | Klasse bis 57 kg  | Ernesto Bahena        | 13:0                        | Kampf um Gold: Masaki Eto          | 5:8           | Gold          |
| Pasquale Passarelli | Klasse bis 57 kg  | Sergio Severino       | 16:2                        | Kampf um Gold: Masaki Eto          | 5:8           | Gold          |
| Pasquale Passarelli | Klasse bis 57 kg  | Mehmet Karadağ        | Sieg wegen Passivität       | Kampf um Gold: Masaki Eto          | 5:8           | Gold          |
| Pasquale Passarelli | Klasse bis 57 kg  | Nicolae Zamfir        | Sieg wegen Passivität       | Kampf um Gold: Masaki Eto          | 5:8           | Gold          |
| Pasquale Passarelli | Klasse bis 57 kg  | Frank Famiano         | 14:2                        | Kampf um Gold: Masaki Eto          | 5:8           | Gold          |
| Bernd Gabriel       | Klasse bis 62 kg  | Daniel Navarrete      | 13:0                        | ausgeschieden                      | ausgeschieden | 7             |
| Bernd Gabriel       | Klasse bis 62 kg  | Constantin Uţă        | 8:7                         | ausgeschieden                      | ausgeschieden | 7             |
| Bernd Gabriel       | Klasse bis 62 kg  | Gilles Jalabert       | 12:0                        | ausgeschieden                      | ausgeschieden | 7             |
| Bernd Gabriel       | Klasse bis 62 kg  | Abdurrahim Kuzu       | Niederlage wegen Passivität | ausgeschieden                      | ausgeschieden | 7             |
| Bernd Gabriel       | Klasse bis 62 kg  | Kent-Olle Johansson   | 4:9                         | ausgeschieden                      | ausgeschieden | 7             |
| Karl-Heinz Helbing  | Klasse bis 74 kg  | Oscar Strático        | 12:0                        | ausgeschieden                      | ausgeschieden | ausgeschieden |
| Karl-Heinz Helbing  | Klasse bis 74 kg  | Kim Young-nam         | 2:7                         | ausgeschieden                      | ausgeschieden | ausgeschieden |
| Karl-Heinz Helbing  | Klasse bis 74 kg  | Christopher Catalfo   | 3:13                        | ausgeschieden                      | ausgeschieden | ausgeschieden |
| Siegfried Seibold   | Klasse bis 82 kg  | Georg Marchl          | Sieg wegen Passivität       | ausgeschieden                      | ausgeschieden | ausgeschieden |
| Siegfried Seibold   | Klasse bis 82 kg  | Momir Petković        | 0:1                         | ausgeschieden                      | ausgeschieden | ausgeschieden |
| Siegfried Seibold   | Klasse bis 82 kg  | Dimitrios Thanopoulos | 6:7                         | ausgeschieden                      | ausgeschieden | ausgeschieden |
| Uwe Sachs           | Klasse bis 90 kg  | Kamal Abdah           | 10:1                        | Kampf um Bronze: Frank Andersson   | 0:5           | 4             |
| Uwe Sachs           | Klasse bis 90 kg  | Franz Marx            | 7:4                         | Kampf um Bronze: Frank Andersson   | 0:5           | 4             |
| Uwe Sachs           | Klasse bis 90 kg  | Jean-François Court   | Sieg                        | Kampf um Bronze: Frank Andersson   | 0:5           | 4             |
| Fritz Gerdsmeier    | Klasse bis 100 kg | Jožef Tertei          | Schultersieg                | Kampf um Platz 5: Franz Pitschmann | 5:7           | 6             |
| Fritz Gerdsmeier    | Klasse bis 100 kg | Greg Gibson           | 1:6                         | Kampf um Platz 5: Franz Pitschmann | 5:7           | 6             |

### Rudern
| Athleten | Wettbewerb             | Vorlauf     | Vorlauf | Vorlauf       | Hoffnungslauf / Viertelfinale | Hoffnungslauf / Viertelfinale | Hoffnungslauf / Viertelfinale | Halbfinale    | Halbfinale    | Halbfinale    | Finale        | Finale        | Rang   |
| Athleten | Wettbewerb             | Zeit        | Platz   | Qualifikation | Zeit                          | Platz                         | Qualifikation                 | Zeit          | Platz         | Qualifikation | Zeit          | Platz         | Rang   |
| --- | ---------------------- | ----------- | ------- | ------------- | ----------------------------- | ----------------------------- | ----------------------------- | ------------- | ------------- | ------------- | ------------- | ------------- | ------ |
| Frauen |                        |             |         |               |                               |                               |                               |               |               |               |               |               |        |
| Ursula Brauch | Einer                  | 3:59,67 min | 14      | Hoffnungslauf | 4:00,20 min                   | 11                            | ausgeschieden                 | ausgeschieden | ausgeschieden | ausgeschieden | ausgeschieden | ausgeschieden | 15     |
| Ellen Becker Iris Völkner | Zweier ohne Steuerfrau | —           | —       | —             | —                             | —                             | —                             | —             | —             | —             | 3:40,50 min   | 3             | Bronze |
| Angelika Beblo Sabine Hinkelmann Heike Neu Kerstin Rehders Heidrun Barth (Steuerfrau)                                                            | Vierer mit Steuerfrau  | 3:30,69 min | 6       | Hoffnungslauf | 3:29,73 min                   | 4                             | A-Finale                      | —             | —             | —             | 3:29,03 min   | 6             | 6      |
| Anne Dickmann Regina Kleine-Kuhlmann Ute Kumitz Sabine Reuter Kathrien Plückhahn (Steuerfrau)                                                    | Doppelvierer           | 3:19,85 min | 6       | Hoffnungslauf | 3:18,21 min                   | 2                             | Finale                        | —             | —             | —             | 3:16,81 min   | 4             | 4      |
| Elke Riesenkönig Klaudia Hornung Iris Völkner Ellen Becker Sabine Hinkelmann Heike Neu Kerstin Rehders Angelika Beblo Heidrun Barth (Steuerfrau) | Achter                 | —           | —       | —             | —                             | —                             | —                             | —             | —             | —             | 3:09,92 min   | 6             | 6      |
| Männer |                        |             |         |               |                               |                               |                               |               |               |               |               |               |        |
| Peter-Michael Kolbe | Einer                  | 7:28,49 min | 5       | Hoffnungslauf | 7:21,47 min                   | 1                             | Halbfinale                    | 7:22,24 min   | 3             | A-Finale      | 7:02,19 min   | 2             | Silber |
| Axel Wöstmann Thomas Möllenkamp | Zweier ohne Steuermann | 6:53,83 min | 1       | Halbfinale    | –                             | –                             | –                             | 6:57,14 min   | 4             | A-Finale      | 6:52,53 min   | 4             | 4      |
| Georg Agrikola Andreas Schmelz | Doppelzweier           | 6:36,70 min | 1       | A-Finale      | –                             | –                             | –                             | —             | —             | —             | 6:40,41 min   | 4             | 4      |
| Dieter Göpfert Hermann Greß Rudolf Ziegler (Steuermann)                                                                                          | Zweier mit Steuermann  | 7:25,02 min | 7       | Hoffnungslauf | 7:20,75 min                   | 2                             | A-Finale                      | —             | —             | —             | 7:25,16 min   | 6             | 6      |
| Norbert Keßlau Volker Grabow Jörg Puttlitz Guido Grabow                                                                                          | Vierer ohne Steuermann | 6:09,54 min | 2       | Hoffnungslauf | 6:22,54 min                   | 3                             | A-Finale                      | —             | —             | —             | 6:09,27 min   | 4             | 4      |
| Michael Dürsch Albert Hedderich Raimund Hörmann Dieter Wiedenmann                                                                                | Doppelvierer           | 5:58,73 min | 1       | A-Finale      | –                             | –                             | –                             | —             | —             | —             | 5:57,55 min   | 1             | Gold   |
| Heribert Karches Georg Konermann Wolfram Thiem Wolfgang Maennig Manfred Klein (Steuermann)                                                       | Vierer mit Steuermann  | 6:28,29 min | 5       | Hoffnungslauf | 6:29,19 min                   | 3                             | A-Finale                      | —             | —             | —             | 6:34,23 min   | 6             | 6      |

### Schießen
| Athleten            | Wettbewerb                                 | Ringe/ Scheiben | Rang   |
| ------------------- | ------------------------------------------ | --------------- | ------ |
| Frauen              |                                            |                 |        |
| Waltraud Weißenberg | 25 m Sportpistole                          | 568             | 20     |
| Ulrike Holmer       | 50 m Kleinkalibergewehr Dreistellungskampf | 578             | Silber |
| Sigrid Lang         | 50 m Kleinkalibergewehr Dreistellungskampf | 567             | 12     |
| Gisela Sailer       | 10 m Luftgewehr                            | 385             | 6      |
| Silvia Sperber      | 10 m Luftgewehr                            | 381             | 11     |
| Männer              |                                            |                 |        |
| Viktor Engel        | 25 m Schnellfeuerpistole                   | 589             | 9      |
| Alfred Radke        | 25 m Schnellfeuerpistole                   | 590             | 6      |
| Gerhard Beyer       | 50 m Freie Pistole                         | 548             | 23     |
| Jürgen Hartmann     | 50 m Freie Pistole                         | 560             | 4      |
| Peter Heinz         | 50 m Kleinkalibergewehr Dreistellungskampf | 1150            | 8      |
| Peter Heinz         | 10 m Luftgewehr                            | 583             | 5      |
| Kurt Hillenbrand    | 50 m Kleinkalibergewehr Dreistellungskampf | 1154            | 4      |
| Ulrich Lind         | 50 m Kleinkalibergewehr liegend            | 593             | 8      |
| Werner Seibold      | 50 m Kleinkalibergewehr liegend            | 589             | 25     |
| Bernhard Süß        | 10 m Luftgewehr                            | 581             | 10     |
| Uwe Schröder        | 50 m Laufende Scheibe                      | 581             | 4      |
| Offene Klassen      |                                            |                 |        |
| Peter Blecher       | Trap                                       | 179             | 28     |
| Norbert Hofmann     | Skeet                                      | 194             | 6      |
| Wolfgang Trautwein  | Skeet                                      | 188             | 29     |

### Schwimmen
| Athleten | Wettbewerb          | Vorlauf          | Vorlauf | A-Finale                   | A-Finale      | Rang   |
| Athleten | Wettbewerb          | Zeit             | Rang    | Zeit                       | Rang          | Rang   |
| --- | ------------------- | ---------------- | ------- | -------------------------- | ------------- | ------ |
| Frauen |                     |                  |         |                            |               |        |
| Susanne Schuster | 100 m Freistil      | 56,85 s          | 5       | A-Finale: 57,11 s          | 7             | 7      |
| Iris Zscherpe | 100 m Freistil      | 57,31 s          | 9       | B-Finale: 57,19 s          | 1             | 9      |
| Iris Zscherpe | 200 m Freistil      | 2:03,95 min      | 11      | B-Finale: 2:03,42 min      | 2             | 10     |
| Ina Beyermann | 200 m Freistil      | 2:02,42 min      | 7       | A-Finale: 2:01,89 min      | 7             | 7      |
| Ina Beyermann | 400 m Freistil      | 4:18,94 min      | 12      | ausgeschieden              | ausgeschieden | 17     |
| Ina Beyermann | 100 m Schmetterling | 1:02,36 min      | 8       | A-Finale: 1:02,11 min      | 8             | 8      |
| Ina Beyermann | 200 m Schmetterling | 2:13,26 min      | 5       | A-Finale: 2:11,91 min      | 3             | Bronze |
| Birgit Kowalczik | 400 m Freistil      | 4:17,92 min      | 8       | A-Finale: 4:16,33 min      | 7             | 7      |
| Birgit Kowalczik | 800 m Freistil      | 8:53,34 min      | 11      | ausgeschieden              | ausgeschieden | 11     |
| Sandra Dahlmann | 100 m Rücken        | 1:05,27 min      | 17      | ausgeschieden              | ausgeschieden | 17     |
| Sandra Dahlmann | 200 m Rücken        | 2:19,59 min      | 13      | B-Finale: 2:16,93 min      | 1             | 9      |
| Svenja Schlicht | 100 m Rücken        | 1:04,02 min      | 6       | 1:03,46 min                | 6             | 6      |
| Svenja Schlicht | 200 m Rücken        | 2:15,69 min      | 5       | A-Finale: 2:15,93 min      | 6             | 6      |
| Ute Hasse | 100 m Brust         | 1:12,17 min      | 10      | B-Finale: 1:11,44 min      | 1             | 9      |
| Ute Hasse | 200 m Brust         | 2:34,46 min      | 5       | A-Finale: 2:33,82 min      | 6             | 6      |
| Angelika Knipping | 100 m Brust         | 1:12,41 min      | 13      | B-Finale: 1:12,03 min      | 4             | 12     |
| Karin Seick | 100 m Schmetterling | 1:02,21 min      | 7       | A-Finale: 1:01,36 min      | 3             | Bronze |
| Petra Zindler | 200 m Schmetterling | 2:15,20 min      | 13      | B-Finale: 2:16,50 min      | 6             | 14     |
| Petra Zindler | 200 m Lagen         | 2:20,05 min      | 6       | A-Finale: 2:19,86 min      | 7             | 7      |
| Petra Zindler | 400 m Lagen         | 4:52,49 min      | 4       | A-Finale: 4:48,57 min      | 3             | Bronze |
| Christiane Pielke | 200 m Lagen         | 2:19,17 min      | 4       | A-Finale: 2:17,82 min      | 5             | 5      |
| Susanne Schuster Christiane Pielke Karin Seick Iris Zscherpe                                                                   | 4 × 100 m Freistil  | 3:46,49 min      | 2       | 3:45,56 min                | 3             | Bronze |
| Ina Beyermann Ute Hasse Svenja Schlicht Karin Seick                                                                            | 4 × 100 m Lagen     | 4:13,58 min      | 2       | 4:11,97 min                | 2             | Silber |
| Männer |                     |                  |         |                            |               |        |
| Dirk Korthals | 100 m Freistil      | 51,02 s          | 7       | A-Finale: 50,93 s          | 8             | 8      |
| Alexander Schowtka | 100 m Freistil      | 51,78 s          | 20      | ausgeschieden              | ausgeschieden | 20     |
| Thomas Fahrner | 200 m Freistil      | 1:50,00 min      | 3       | A-Finale: 1:49,69 min      | 3             | Bronze |
| Thomas Fahrner | 400 m Freistil      | 3:55,26 min      | 9       | B-Finale: 3:50,91 min      | 1             | 9      |
| Stefan Pfeiffer | 400 m Freistil      | 3:53,41 min      | 1       | A-Finale: 3:52,91 min      | 4             | 4      |
| Stefan Pfeiffer | 1500 m Freistil     | 15:21,95 min     | 2       | 15:12,11 min               | 3             | Bronze |
| Michael Groß | 200 m Freistil      | 1:48,03 min (OR) | 1       | A-Finale: 1:47,44 min (WR) | 1             | Gold   |
| Michael Groß | 100 m Schmetterling | 54,02 s          | 2       | A-Finale: 53,08 s (WR)     | 1             | Gold   |
| Michael Groß | 200 m Schmetterling | 1:58,72 min (OR) | 1       | A-Finale: 1:57,40 min      | 2             | Silber |
| Rainer Henkel | 1500 m Freistil     | 15:23,60 min     | 5       | 15:20,03 min               | 4             | 4      |
| Nicolaj Klapkarek | 100 m Rücken        | 58,19 s          | 11      | B-Finale: 58,56 s          | 7             | 15     |
| Nicolaj Klapkarek | 200 m Rücken        | 2:04,45 min      | 7       | A-Finale: 2:03,95 min      | 6             | 6      |
| Nicolaj Klapkarek | 200 m Lagen         | 2:06,07 min      | 5       | A-Finale: 2:05,88 min      | 7             | 7      |
| Stefan Peter | 100 m Rücken        | 57,90 s          | 9       | B-Finale: 58,30 s          | 3             | 11     |
| Stefan Peter | 200 m Rücken        | 2:05,22 min      | 11      | B-Finale: 2:05,66 min      | 5             | 13     |
| Peter Lang | 100 m Brust         | 1:04,40 min      | 10      | B-Finale: 1:04,43 min      | 3             | 11     |
| Peter Lang | 200 m Brust         | 2:24,60 min      | 22      | ausgeschieden              | ausgeschieden | 22     |
| Gerald Mörken | 100 m Brust         | 1:03,53 min      | 6       | A-Finale: 1:03,95 min      | 7             | 7      |
| Gerald Mörken | 200 m Brust         | 2:24,60 min      | 19      | ausgeschieden              | ausgeschieden | 19     |
| Andreas Behrend | 100 m Schmetterling | 55,22 s          | 8       | A-Finale: 54,95 s          | 7             | 7      |
| Andreas Behrend | 200 m Schmetterling | 2:06,03 min      | 25      | ausgeschieden              | ausgeschieden | 25     |
| Ralf Diegel | 200 m Lagen         | 2:06,41 min      | 7       | A-Finale: 2:06,66 min      | 8             | 8      |
| Ralf Diegel | 400 m Lagen         | 4:28,10 min      | 9       | B-Finale: 4:28,94 min      | 4             | 12     |
| Dirk Korthals Alexander Schowtka Andreas Schmidt Michael Groß (Finale) Nicolaj Klapkarek (Vorlauf)                             | 4 × 100 m Freistil  | 3:24,69 min      | 6       | 3:22,98 min                | 4             | 4      |
| Thomas Fahrner Dirk Korthals Alexander Schowtka Michael Groß (Finale) Rainer Henkel (Vorlauf)                                  | 4 × 200 m Freistil  | 7:25,29 min      | 2       | 7:15,73 min                | 2             | Silber |
| Stefan Peter Gerald Mörken Dirk Korthals (Finale) Michael Groß (Finale) Alexander Schowtka (Vorlauf) Andreas Behrend (Vorlauf) | 4 × 100 m Lagen     | 3:49,75 min      | 5       | 3:44,26 min                | 4             | 4      |

### Segeln
| Athleten                             | Wettbewerb            | Punkte | Rang |
| ------------------------------------ | --------------------- | ------ | ---- |
| Männer                               |                       |        |      |
| Dirk Meyer                           | Windsurfen Windglider | 67,2   | 7    |
| Offene Klassen                       |                       |        |      |
| Joachim Griese Michael Marcour       | Star                  | 41,4   | 2    |
| Willi Kuhweide Axel May Eckard Löll  | Soling                | 71,0   | 8    |
| Jörg Diesch Eckart Diesch            | Flying Dutchman       | 56,7   | 5    |
| Eckart Kaphengst Hans-Friedrich Böse | Tornado               | 105,0  | 13   |
| Wolfgang Gerz                        | Finn Dinghy           | 66,1   | 5    |
| Wolfgang Hunger Joachim Hunger       | 470er                 | 50,1   | 4    |

### Synchronschwimmen
| Athletinnen                     | Wettbewerb | Vorrunde | Vorrunde | Qualifikation | Qualifikation | Finale        | Finale        | Rang |
| Athletinnen                     | Wettbewerb | Punkte   | Rang     | Punkte        | Rang          | Punkte        | Rang          | Rang |
| ------------------------------- | ---------- | -------- | -------- | ------------- | ------------- | ------------- | ------------- | ---- |
| Frauen                          |            |          |          |               |               |               |               |      |
| Gudrun Hänisch                  | Solo       | 87,817   | 13       | 180,217       | 6             | 182,017       | 5             | 5    |
| Christine Lang                  | Solo       | 83,966   | 27       | ausgeschieden | ausgeschieden | ausgeschieden | ausgeschieden | 26   |
| Gerlind Scheller                | Solo       | 81,317   | 29       | ausgeschieden | ausgeschieden | ausgeschieden | ausgeschieden | 28   |
| Gudrun Hänisch Gerlind Scheller | Duett      | 174,367  | 9        | ausgeschieden | ausgeschieden | ausgeschieden | ausgeschieden | 9    |

### Turnen
| Athleten                                                                                    | Wettbewerb           | Qualifikation | Qualifikation | Finale        | Finale        | Rang |
| Athleten                                                                                    | Wettbewerb           | Punkte        | Rang          | Punkte        | Rang          | Rang |
| ------------------------------------------------------------------------------------------- | -------------------- | ------------- | ------------- | ------------- | ------------- | ---- |
| Frauen                                                                                      |                      |               |               |               |               |      |
| Astrid Beckers                                                                              | Boden                | 19,20         | 19            | ausgeschieden | ausgeschieden | 19   |
| Astrid Beckers                                                                              | Schwebebalken        | 18,65         | 29            | ausgeschieden | ausgeschieden | 29   |
| Astrid Beckers                                                                              | Sprung               | 19,00         | 36            | ausgeschieden | ausgeschieden | 36   |
| Astrid Beckers                                                                              | Stufenbarren         | 18,40         | 39            | ausgeschieden | ausgeschieden | 39   |
| Astrid Beckers                                                                              | Mehrkampf Einzel     | 75,25         | 29            | 75,125        | 23            | 23   |
| Angela Golz                                                                                 | Boden                | 18,55         | 51            | ausgeschieden | ausgeschieden | 51   |
| Angela Golz                                                                                 | Schwebebalken        | 18,50         | 35            | ausgeschieden | ausgeschieden | 35   |
| Angela Golz                                                                                 | Sprung               | 19,00         | 36            | ausgeschieden | ausgeschieden | 36   |
| Angela Golz                                                                                 | Stufenbarren         | 18,80         | 23            | ausgeschieden | ausgeschieden | 23   |
| Angela Golz                                                                                 | Mehrkampf Einzel     | 74,85         | 31            | ausgeschieden | ausgeschieden | 31   |
| Elke Heine                                                                                  | Boden                | 19,20         | 19            | ausgeschieden | ausgeschieden | 19   |
| Elke Heine                                                                                  | Schwebebalken        | 18,85         | 21            | ausgeschieden | ausgeschieden | 21   |
| Elke Heine                                                                                  | Sprung               | 19,35         | 18            | ausgeschieden | ausgeschieden | 18   |
| Elke Heine                                                                                  | Stufenbarren         | 19,15         | 16            | ausgeschieden | ausgeschieden | 16   |
| Elke Heine                                                                                  | Mehrkampf Einzel     | 76,55         | 18            | 57,725        | 36            | 36   |
| Brigitta Lehmann                                                                            | Boden                | 18,20         | 61            | ausgeschieden | ausgeschieden | 61   |
| Brigitta Lehmann                                                                            | Schwebebalken        | 18,45         | 36            | ausgeschieden | ausgeschieden | 36   |
| Brigitta Lehmann                                                                            | Sprung               | 19,50         | 13            | 19,425        | 6             | 6    |
| Brigitta Lehmann                                                                            | Stufenbarren         | 18,70         | 27            | ausgeschieden | ausgeschieden | 27   |
| Brigitta Lehmann                                                                            | Mehrkampf Einzel     | 74,85         | 31            | ausgeschieden | ausgeschieden | 31   |
| Heike Schwarm                                                                               | Boden                | 18,55         | 51            | ausgeschieden | ausgeschieden | 51   |
| Heike Schwarm                                                                               | Schwebebalken        | 18,65         | 29            | ausgeschieden | ausgeschieden | 29   |
| Heike Schwarm                                                                               | Sprung               | 18,90         | 45            | ausgeschieden | ausgeschieden | 45   |
| Heike Schwarm                                                                               | Stufenbarren         | 18,75         | 25            | ausgeschieden | ausgeschieden | 25   |
| Heike Schwarm                                                                               | Mehrkampf Einzel     | 74,85         | 31            | ausgeschieden | ausgeschieden | 31   |
| Anja Wilhelm                                                                                | Boden                | 19,20         | 19            | ausgeschieden | ausgeschieden | 19   |
| Anja Wilhelm                                                                                | Schwebebalken        | 19,10         | 16            | 19,200        | 7             | 7    |
| Anja Wilhelm                                                                                | Sprung               | 19,20         | 26            | ausgeschieden | ausgeschieden | 26   |
| Anja Wilhelm                                                                                | Stufenbarren         | 18,95         | 18            | ausgeschieden | ausgeschieden | 18   |
| Anja Wilhelm                                                                                | Mehrkampf Einzel     | 76,45         | 20            | 76,425        | 12            | 12   |
| Astrid Beckers Angela Golz Elke Heine Brigitta Lehmann Heike Schwarm Anja Wilhelm           | Mehrkampf Mannschaft | —             | —             | 379,15        | 4             | 4    |
| Männer                                                                                      |                      |               |               |               |               |      |
| Jürgen Geiger                                                                               | Barren               | 19,60         | 11            | 19,600        | 7             | 7    |
| Jürgen Geiger                                                                               | Boden                | 19,30         | 25            | ausgeschieden | ausgeschieden | 25   |
| Jürgen Geiger                                                                               | Pauschenpferd        | 19,40         | 15            | ausgeschieden | ausgeschieden | 15   |
| Jürgen Geiger                                                                               | Reck                 | 19,40         | 34            | ausgeschieden | ausgeschieden | 34   |
| Jürgen Geiger                                                                               | Ringe                | 19,50         | 15            | ausgeschieden | ausgeschieden | 15   |
| Jürgen Geiger                                                                               | Sprung               | 19,55         | 25            | ausgeschieden | ausgeschieden | 25   |
| Jürgen Geiger                                                                               | Mehrkampf Einzel     | 116,75        | 14            | 116,675       | 10            | 10   |
| Benno Groß                                                                                  | Barren               | 19,30         | 21            | ausgeschieden | ausgeschieden | 21   |
| Benno Groß                                                                                  | Boden                | 19,05         | 44            | ausgeschieden | ausgeschieden | 44   |
| Benno Groß                                                                                  | Pauschenpferd        | 19,55         | 7             | 19,525        | 7             | 7    |
| Benno Groß                                                                                  | Reck                 | 19,30         | 41            | ausgeschieden | ausgeschieden | 41   |
| Benno Groß                                                                                  | Ringe                | 19,30         | 33            | ausgeschieden | ausgeschieden | 33   |
| Benno Groß                                                                                  | Sprung               | 19,55         | 25            | ausgeschieden | ausgeschieden | 25   |
| Benno Groß                                                                                  | Mehrkampf Einzel     | 116,05        | 25            | ausgeschieden | ausgeschieden | 25   |
| Andreas Japtok                                                                              | Barren               | 19,40         | 17            | ausgeschieden | ausgeschieden | 17   |
| Andreas Japtok                                                                              | Boden                | 19,45         | 16            | ausgeschieden | ausgeschieden | 16   |
| Andreas Japtok                                                                              | Pauschenpferd        | 18,95         | 36            | ausgeschieden | ausgeschieden | 36   |
| Andreas Japtok                                                                              | Reck                 | 19,65         | 16            | ausgeschieden | ausgeschieden | 16   |
| Andreas Japtok                                                                              | Ringe                | 19,25         | 40            | ausgeschieden | ausgeschieden | 40   |
| Andreas Japtok                                                                              | Sprung               | 19,50         | 32            | ausgeschieden | ausgeschieden | 32   |
| Andreas Japtok                                                                              | Mehrkampf Einzel     | 116,20        | 21            | 115,850       | 17            | 17   |
| Volker Rohrwick                                                                             | Barren               | 19,30         | 21            | ausgeschieden | ausgeschieden | 21   |
| Volker Rohrwick                                                                             | Boden                | 19,35         | 21            | ausgeschieden | ausgeschieden | 21   |
| Volker Rohrwick                                                                             | Pauschenpferd        | 18,65         | 54            | ausgeschieden | ausgeschieden | 54   |
| Volker Rohrwick                                                                             | Reck                 | 19,15         | 51            | ausgeschieden | ausgeschieden | 51   |
| Volker Rohrwick                                                                             | Ringe                | 19,40         | 25            | ausgeschieden | ausgeschieden | 25   |
| Volker Rohrwick                                                                             | Sprung               | 19,60         | 16            | ausgeschieden | ausgeschieden | 16   |
| Volker Rohrwick                                                                             | Mehrkampf Einzel     | 115,45        | 32            | ausgeschieden | ausgeschieden | 32   |
| Bernhard Simmelbauer                                                                        | Barren               | 19,30         | 21            | ausgeschieden | ausgeschieden | 21   |
| Bernhard Simmelbauer                                                                        | Boden                | 18,85         | 53            | ausgeschieden | ausgeschieden | 53   |
| Bernhard Simmelbauer                                                                        | Pauschenpferd        | 19,30         | 19            | ausgeschieden | ausgeschieden | 19   |
| Bernhard Simmelbauer                                                                        | Reck                 | 19,20         | 48            | ausgeschieden | ausgeschieden | 48   |
| Bernhard Simmelbauer                                                                        | Ringe                | 19,15         | 44            | ausgeschieden | ausgeschieden | 44   |
| Bernhard Simmelbauer                                                                        | Sprung               | 19,45         | 40            | ausgeschieden | ausgeschieden | 40   |
| Bernhard Simmelbauer                                                                        | Mehrkampf Einzel     | 115,25        | 36            | ausgeschieden | ausgeschieden | 36   |
| Daniel Winkler                                                                              | Barren               | 19,60         | 11            | 19,600        | 7             | 7    |
| Daniel Winkler                                                                              | Boden                | 19,40         | 19            | ausgeschieden | ausgeschieden | 19   |
| Daniel Winkler                                                                              | Pauschenpferd        | 19,10         | 27            | ausgeschieden | ausgeschieden | 27   |
| Daniel Winkler                                                                              | Reck                 | 19,55         | 22            | ausgeschieden | ausgeschieden | 22   |
| Daniel Winkler                                                                              | Ringe                | 19,30         | 33            | ausgeschieden | ausgeschieden | 33   |
| Daniel Winkler                                                                              | Sprung               | 19,45         | 40            | ausgeschieden | ausgeschieden | 40   |
| Daniel Winkler                                                                              | Mehrkampf Einzel     | 116,40        | 18            | 115,250       | 21            | 21   |
| Jürgen Geiger Benno Groß Andreas Japtok Volker Rohrwick Bernhard Simmelbauer Daniel Winkler | Mehrkampf Mannschaft | —             | —             | 582,10        | 4             | 4    |

### Volleyball
| Wettbewerb         | Männer |
| ------------------ | --- |
| Athleten           | Beate Bühler Ute Hankers Ruth Holzhausen Almut Kemperdick Terry Place-Brandel Renate Riek Andrea Sauvigny Marina Staden Sigrid Terstegge Regina Vossen Gudrun Witte |
| Trainer            | Ryszard Niemczyk |
| Gruppenphase       | Vereinigte Staaten 0:3 (15:17, 8:15, 10:15) China 0:3 (5:15, 6:15, 3:15) Brasilien 3:0 (15:9, 16:14, 15:11)                                                         |
| Platzierungsspiele | Kanada 3:0 (15:5, 15:7, 15:1) |
| Spiel um Platz 5   | Südkorea 0:3 (10:15, 10:15, 2:15) |
| Rang               | 5 |

### Wasserball
| Wettbewerb   | Männer |
| ------------ | --- |
| Athleten     | Peter Röhle Thomas Loebb Frank Otto Rainer Hoppe Armando Fernández Thomas Huber Jürgen Schröder Rainer Osselmann Hagen Stamm Roland Freund Dirk Theismann Santiago Chalmovsky Werner Obschernikat |
| Trainer      | Nicolae Firoiu |
| Gruppenphase | Australien 10:6 Japan 15:8 Italien 10:4 |
| Finalrunde   | Spanien 8:8 Jugoslawien 9:10 Vereinigte Staaten 7:8 Niederlande 15:2 |
| Rang         | Bronze |

### Wasserspringen
| Athleten       | Wettbewerb        | Qualifikation | Qualifikation | Finale        | Finale        | Rang |
| Athleten       | Wettbewerb        | Punkte        | Rang          | Punkte        | Rang          | Rang |
| -------------- | ----------------- | ------------- | ------------- | ------------- | ------------- | ---- |
| Frauen         |                   |               |               |               |               |      |
| Kerstin Finke  | Kunstspringen 3 m | 393,93        | 20            | ausgeschieden | ausgeschieden | 20   |
| Kerstin Finke  | Turmspringen 10 m | 351,45        | 8             | 325,47        | 11            | 11   |
| Elke Heinrichs | Turmspringen 10 m | 320,07        | 16            | ausgeschieden | ausgeschieden | 16   |
| Männer         |                   |               |               |               |               |      |
| Dieter Dörr    | Kunstspringen 3 m | 533,61        | 11            | 549,33        | 10            | 10   |
| Dieter Dörr    | Turmspringen 10 m | 489,84        | 9             | 536,07        | 6             | 6    |
| Albin Killat   | Kunstspringen 3 m | 549,39        | 8             | 569,52        | 7             | 7    |
| Albin Killat   | Turmspringen 10 m | 542,10        | 5             | 551,97        | 5             | 5    |